# Старков, Иван Евгеньевич
Ива́н Евге́ньевич Старко́в (10 января 1986, Барнаул, СССР) — российский футболист, полузащитник. Выступал за молодёжную сборную России. Тренер ДЮСШ Темпа и Футбольного клуба "Темп".

## Карьера
Воспитанник футбольной школы барнаульского «Динамо», первый тренер — Александр Горбунов. С 2001 года — воспитанник школы московского «Локомотива». В 2004 году был отдан в аренду в клуб Второго дивизиона «Титан» из Москвы. В 2005 и 2007 годах выступал за дублёров, а в 2006 году — за основной состав «Локомотива». Первые матчи за основной состав провёл в 2005 году в Кубке России против «Металлурга-Кузбасса». В 2007 году был отдан в аренду в «Ростов». После окончания аренды в «Химках» выставлен «Амкаром» на трансфер. 23 марта 2010 года подписал контракт с клубом «СКА-Энергия» Хабаровск. В феврале 2014 года заключил контракт с «Байкалом». В иркутском клубе сыграл 22 матча и забил 3 мяча в чемпионате страны и 4 матча в Кубке России, по окончании летне-осенней части сезона 2014/15 расторг контракт по обоюдному согласию и перебрался в родной Барнаул.

## Достижения
- Бронзовый призёр чемпионата России: 2006
- Финалист Кубка России: 2007/08

## Статистика
| Сезон   | Команда          | Кол-во игр | Кол-во голов |
| ------- | ---------------- | ---------- | ------------ |
| 2004    | Титан Москва     | 24         | 4            |
| 2005    | Локомотив Москва | 0          | 0            |
| 2006    | Локомотив Москва | 12         | 2            |
| 2007    | Локомотив Москва | 0          | 0            |
| 2007    | Ростов           | 4          | 1            |
| 2008    | Амкар            | 19         | 2            |
| 2009    | Амкар            | 11         | 1            |
| 2009    | Химки            | 8          | 0            |
| 2010    | СКА-Энергия      | 24         | 0            |
| 2011/12 | Динамо (Барнаул) | 0          | 0            |